# 陈道明
陈道明（1955年4月26日—），中國大陸男演員、歌手，第十届、十一届、十二届全国政协委员，现任中国电影家协会主席。

## 生平
陈道明祖籍浙江绍兴，出生於天津的知識分子家庭。祖父陳哲甫（1867—1948）為清末举人，後官費留學東京弘文書院師範科。1911年辛亥革命後，陳哲甫任北京高等師範（北師大前身）齋務長、庶務長兼教授；1920年任燕京大學女校國文系主任，冰心是其學生之一。陳哲甫有六個子女，陳道明父親陳宗寬（1917—1991）是其三子，1941年畢業於燕京大學外文系英語專業，曾先後任職于外國駐華機構（天津美國救濟總署）及外貿企業，解放前為中共地下黨。1961年應聘到天津醫科大學外文教研室執教，長期擔任外文教研室主任，文革期間遭到迫害。陳道明姑姑陈宗娥，1929年考入山东省实验劇院話劇音樂科，為江青同学，後嫁音乐家陈鹤田为妻。
陳道明早年就讀常德道小學和天津市第十二中學（現為天津市華光中學）。1971年，被评委老师选中，进入天津人民艺术剧院，学习舞台剧表演。1978年，他為了已經就讀北京廣播學院的女友杜憲，考入中央戏剧学院表演进修班研习表演理论，1982年毕业后分配到中国电视剧制作中心工作。
1988年，出演电视剧《末代皇帝》，凭剧中溥仪一角一炮而红，获得第7届大众电视金鹰奖最佳男演员、第9届中国电视剧飞天奖优秀男主角。1990年1月，发行首张个人专辑《宽恕我的爱》，其本人还参与了部分歌词创作，1990年4月，主演的电视剧《围城》热播，其饰演的“方鸿渐”大受好评，获第11届中国电视剧飞天奖优秀男主角奖。在事业如日中天之际，其选择减产回归家庭，仅参演了数部影视作品，直至1998年女儿出国留学后，以电视剧《绍兴师爷》复出，1999年主演的电影《我的1919》，为其赢得第20届中国电影金鸡奖最佳男演员以及第4届中国电影华表奖优秀男演员。2000年，其在《康熙帝國》出演“康熙帝”一角，令观众印象深刻，此后多次在《英雄》《尚方宝剑》《江山风雨情》《卧薪尝胆》《楚汉传奇》《庆余年》等多部影视剧中演绎君主角色，被称为“帝王专业户”。
2018年12月29日，陈道明擔任中国电影家协会主席。

## 個人生活
陳道明妻子是主持人杜憲。杜宪在北京廣播學院大一时，到天津探望在天津人藝工作的舅舅，經舅舅介紹認識了陈道明。交往後，陳道明為在北京的杜憲決定考入中戲。1982年，两人結婚；女兒陳格于1992年出生，13歲留學英國，後成為演員。陳道明女婿王力威是肖战经纪人。

## 影视作品

### 电影
| 年份   | 片名                         | 角色         |
| ------ | ---------------------------- | ------------ |
| 1982年 | 《今夜有暴风雪》             | 曹铁强       |
| 1983年 | 《一个和八个》               | 许志         |
| 1985年 | 《烟壶》（又名《八旗子弟》） | 乌世保       |
| 1986年 | 《屠城血证》                 | 笠原萧       |
| 1987年 | 《一代妖后》                 | 同治         |
| 1990年 | 《关公》                     | 周瑜         |
| 1995年 | 《桃花满天红》               | 满天红       |
| 1995年 | 《舞潮》（又名《舞女》）     | 丁默村       |
| 1999年 | 《我的1919》                 | 顾维钧       |
| 2002年 | 《英雄》                     | 秦始皇       |
| 2002年 | 《我心飞翔》                 | 旭           |
| 2003年 | 《無間道III終極無間》        | 沈澄         |
| 2009年 | 《建国大业》                 | 阎锦文       |
| 2009年 | 《刺陵》                     | 华定邦       |
| 2009年 | 《唐山大地震》               | 王德清       |
| 2011年 | 《建党伟业》                 | 顾维钧       |
| 2012年 | 《一九四二》                 | 蒋介石       |
| 2013年 | 《坚持梦想的原动力》微電影   | 梦使者       |
| 2014年 | 《归来》                     | 陆焉识       |
| 2018年 | 《大轰炸》                   | 陈长官       |
| 2021年 | 《我和我的父辈》             | 成年哥哥     |
| 2023年 | 《堅如磐石》                 | （友情出演） |
| 2024年 | 《解密》                     | 郑某         |

### 电视剧
| 年份   | 劇名                             | 角色              |
| ------ | -------------------------------- | ----------------- |
| 1988年 | 《末代皇帝》                     | 溥仪 ( 宣統皇帝 ) |
| 1989年 | 《樱花梦》                       | 崔明义            |
| 1990年 | 《围城》                         | 方鸿渐            |
| 1992年 | 《北洋水师》                     | 伊东佑亨          |
| 1994年 | 《一地鸡毛》                     | 小林              |
| 1995年 | 《青楼鸳梦》                     | 大茶壶            |
| 1995年 | 《上海人在东京》                 | 祝月              |
| 1996年 | 《胡雪岩》                       | 胡雪岩            |
| 1997年 | 《寇老西儿》                     | 八贤王            |
| 1997年 | 《二马》                         | 马则仁            |
| 1998年 | 《绍兴师爷》                     | 方敬斋            |
| 1998年 | 《女巡按》                       | 刘非              |
| 1999年 | 《少年包青天Ⅰ》                  | 八贤王 ( 趙德芳 ) |
| 2000年 | 《长征》                         | 蒋介石            |
| 2000年 | 《康熙帝國》                     | 康熙帝 ( 成年 )   |
| 2001年 | 《黑洞》                         | 聂明宇            |
| 2002年 | 《大汉天子Ⅰ》                    | 东方朔            |
| 2002年 | 《魂断秦淮》                     | 多尔衮            |
| 2002年 | 《尚方宝剑》                     | 康熙帝            |
| 2003年 | 《冬至》                         | 陈一平            |
| 2003年 | 《中国式离婚》                   | 宋健平            |
| 2003年 | 《江山风雨情》                   | 明熹宗            |
| 2004年 | 《一江春水向东流》               | 吴家祺            |
| 2005年 | 《浪淘沙》又名《深喉》           | 林啸民            |
| 2005年 | 《沙家浜》                       | 刁德一            |
| 2005年 | 《茉莉花》                       | 顾绍棠            |
| 2005年 | 《我们无处安放的青春》监制       | 周德明            |
| 2005年 | 《卧薪尝胆》                     | 越王勾践          |
| 2006年 | 《北平往事》(原名《北平小姐》）  | 潘雨亭            |
| 2007年 | 《魔方》（原名《圈子圈套》）监制 |                   |
| 2010年 | 《手机》                         | 费墨              |
| 2012年 | 《楚汉传奇》                     | 漢高祖刘邦        |
| 2017年 | 《我的前半生》                   | 卓漸清            |
| 2019年 | 《庆余年》                       | 庆帝              |
| 2020年 | 《流金岁月》                     | 葉謹言(客串)      |
| 2024年 | 《庆余年2》                      | 庆帝              |

## 音樂作品

### 音樂專輯
| 發行日期 | 專輯名稱       | 曲 目 |
| -------- | -------------- | --- |
| 1990年   | 《宽恕我的爱》 | 1. 咖啡加糖的感觉 2. 宽恕我的爱 3. 随便走一走 4. 是否 5. 为什么还在这里哭 6. 谈何容易 7. 前缘 8. 忘记把心带走 9. 酒愁 10. 一切变得太快 |

### 歌曲
| 发行日期 | 名称             | 备注                                      |
| -------- | ---------------- | ----------------------------------------- |
| 1992年   | 《东方有一片海》 | 电视剧《北洋水师》主题曲                  |
| 1995年   | 《不说》         | 出自《爱在百年》专辑                      |
| 2010年   | 《我们》         | 出自《政协委员唱政协》 庆祝政协成立60周年 |

## 广告作品
- 银杏茶
- 可口可乐
- 马自达汽车
- 奥科玛
- 利郎（服装）
- 中暖卡（服装）
- 厦华电视
- 天王表
- 宝丰酒
- 多普达手机
- 豪日摩托
- 圣帝罗阑皮鞋
- 清华翠屏（帝景天成）楼盘
- 大自然地板
- 青春宝
- 天津山海天房产
- 仁和可立克
- 2006年：高炉家酒
- 2006年：滇虹康王
- 2006年：达利园和其正凉茶
- 2007年：江淮宾悦（汽车）
- 2008年：普莱达手机
- 2008年：利豪沙发
- 2009年：合室家木门
- 2009年：欧亚达家居
- 2009年：红星海世界观
- 2010年：路虎40周年40位览胜人物首位
- 2010年：豪雅150周年巡回中国站人物
- 2010年：文统照明
- 2013年：德国博朗公司中国首位代言人“坚持梦想的原动力”
- 2013年至2014年：新秀麗

## 所獲獎項
| 年份   | 頒獎典禮                             | 獎項                            | 作品           | 結果 |
| 1989年 | 第7屆《大眾電影》金鷹獎              | 最佳男演員獎                    | 《末代皇帝》   | 獲獎 |
| 1989年 | 第9屆全國電視飛天獎                  | 優秀男主角獎                    | 《末代皇帝》   | 獲獎 |
| 1990年 |                                      | 中國電影表演藝術學會第3屆學會獎 | 《围城》       | 獲獎 |
|        | 全國製片廠第2屆優秀電視劇評選        | 最佳男主角獎                    |                | 獲獎 |
| 1990年 | 第11屆飛天獎                         | 最佳男主角獎                    | 《围城》       | 獲獎 |
| 1991年 | 四川國際電影節金熊貓                 | 最佳男主角獎                    |                | 獲獎 |
| 1995年 |                                      | 全國十大影星稱號                |                | 獲獎 |
| 1996年 |                                      | 全國電影協會表演成就獎          |                | 獲獎 |
| 2000年 | 華表獎                               | 優秀男演員獎                    | 《我的1919》   | 獲獎 |
| 2000年 | 第20屆金雞獎                         | 最佳男主角獎                    |                | 獲獎 |
| 2002年 | 第20屆中國電視金鷹獎                 | 最佳男演員                      | 《康熙王朝》   | 獲獎 |
|        | 美菱杯                               | 觀眾最喜愛的男演員評選銀獎      |                | 獲獎 |
|        |                                      | 第二屆陽光健康電視明星          |                | 獲獎 |
| 2003年 | 第3屆大眾電視雙十佳                  | 十佳演員                        | 《大漢天子》   | 獲獎 |
| 2004年 |                                      | 金鷹二十週年突出成就獎          |                | 獲獎 |
| 2005年 | 第1屆中國電視劇風雲盛典              | 最佳男演員                      | 《冬至》       | 獲獎 |
| 2006年 | 第5屆大眾電視雙十佳                  | 十佳演員                        | 《中國式離婚》 | 獲獎 |
|        |                                      | 中國電影百年百位電影人          |                | 獲獎 |
|        |                                      | 中國電影百年百位演員            |                | 獲獎 |
|        |                                      | 第五屆華語傳媒大獎              |                | 獲獎 |
|        |                                      | 中國電影五十傑出貢獻電影人      |                | 獲獎 |
| 2007年 | 韓國首爾電視大賽                     | 最佳男演員                      | 《臥薪嘗膽》   | 提名 |
|        | 演藝明星公眾形象排行榜之內地公眾形象 | 最佳男演員                      |                | 獲獎 |
| 2008年 | 改革開放三十年最有影響力             | 十大電視劇演員                  |                | 獲獎 |
|        |                                      | 國劇30年 最具影響力人物         |                | 獲獎 |
| 2009年 |                                      | 人民網人民最喜愛的60藝術家      |                | 獲獎 |
| 2010年 |                                      | 女性電影周年度制服誘惑獎        |                | 獲獎 |
|        | 第4屆亞洲太平洋電影大獎              | 最佳男主角                      |                | 獲獎 |

## 职务和荣誉
| 年份   | 职务和荣誉                         |
|        | 国家一级演员                       |
|        | 第十届、十一届、十二届全国政协委员 |
|        | 中国文学艺术界联合会第八次全国代表 |
|        | 广电总局颁发：优秀电影表演艺术家   |
|        | 中国文联第八届全国委员会委员       |
| 2006年 | 中宣部“四个一批”人才               |
|        | 中国环境文化促进会理事             |
|        | 中国电视艺术家协会委员             |
| 2010年 | 云南青基会爱心大使                 |
| 2018年 | 中国电影家协会主席                 |